# Tetraiodoetileno
Tetraiodoetileno, ou tetraiodoeteno é o composto químico de fórmula C2I4, massa molecular de 531,64. É classificado com o número CAS 513-92-8. Possui ponto de fusão de 191-193 °C.
É preparado pela ação de iodo sobre o diodoacetileno obtido da reação de carbeto de cálcio e iodo. Apresenta-se como um sólido amarelo brilhante, em cristais praticamente inodoro. Ao ser exposto à luz torna-se castanho. Possui dendidade de 2,98. É insolúvel em água, mas solúvel em benzeno, clorofórmio, [[tolueno], e dissulfeto de carbono, levemente colúvel em éter etílico.